# لین چمپ
لین چمپ (انگلیسی: Leanne Champ؛ زادهٔ ۱۰ اوت ۱۹۸۳) یک بازیکن فوتبال اهل بریتانیا است.
وی سابقه عضویت در تیم ملی فوتبال زنان انگلستان را داراست.